# 租税競争
租税競争（そぜいきょうそう）とは、世界の一部の国や地域に見られる租税政策の一つで、自国への投資を促進するため税率をダンピングしたり、ある特定の所得などに対する優遇措置をとること。
先進国などにとっては、自国産業の空洞化または、減税競争による財政破綻を招くことからこれを「有害なもの」と見て国際的協調によりこれを抑止しようとする動きがある。
OECDにおいても、これに対抗するための措置がいくつか提言されている。